# Сваленик
Свалени́к (болг. Сваленик) — село в Русенській області Болгарії. Входить до складу общини Іваново.

## Населення
За даними перепису населення 2011 року у селі проживали 923 особи.
Національний склад населення села:
| Національність   | Кількість осіб | Відсоток |
| ---------------- | -------------- | -------- |
| турки            | 533            | 58,8%    |
| болгари          | 362            | 40,0%    |
| цигани           | 0              | 0%       |
| інша             | 6              | 0,7%     |
| не визначились   | 5              | 0,6%     |
| Всього відповіли | 906            |          |

Розподіл населення за віком у 2011 році:
Динаміка населення: